# Laquets de Port-Bielh
Pour les articles homonymes, voir Laquette.
Les laquets de Port-Bielh sont des lacs pyrénéens français situés administrativement dans la commune de Vielle-Aure dans le département des Hautes-Pyrénées en région  Occitanie.
Ce sont des lacs naturels qui ont une superficie de 0,8 ha pour une altitude de 2 203 m.

## Toponymie
En occitan, port bieilh  signifie le vieux passage.

## Géographie
Les laquets sont situés en vallée de Port Bielh Bastan, en vallée d'Aure, dans la réserve du Néouvielle dans le sud du département français des Hautes-Pyrénées dans le massif du Néouvielle.

Ils sont entourés de nombreux lacs comme le lac de Bastan ou de Port-Bielh (2 285 m), le lac de Gourguet (2 218 m), le lac de l'Ile (2 278 m), le lac des Guits (2 257 m), le lac de l'Oule (1 819 m).

### Topographie
|                           | Lac de Bastan ou de Port-Bielh (2 285 m) | Laquet de Coste Oueillère (2 100 m) |
|                           | laquets de Port-Bielh                    | Pic de Bastan (2 715 m)             |
| Lac de Gourguet (2 218 m) | Lac des Guits (2 257 m)                  |                                     |

## Protection environnementale
Les laquets font partie d'une zone naturelle protégée, classée ZNIEFF de type 1 : Réserve du Néouvielle et vallons de Port-Bielh et du Bastan.

## Voies d'accès
Les laquets sont accessibles depuis le lac de l'Oule par le sentier de grande randonnée GR 10 en direction de la cabane de l'Oule.